# Erukastrum
Rigača (erukastrum; lat. Erucastrum), biljni rod jednogodišnjeg i dvogodišnjeg bilja iz porodice krstašica raširen po po Europi i Africi.Rod je polifiletičan i potrebno ga je dalje cijepati.
Na popisu je 25 vrsta, među njima dvije u Hrvatskoj, to je  francuska rigača (E. gallicum) i E. nasturtiifolium.

## Vrste
1. Erucastrum abyssinicum (A.Rich.) O.E.Schulz
2. Erucastrum arabicum Fisch. & C.A.Mey.
3. Erucastrum austroafricanum Al-Shehbaz & Warwick
4. Erucastrum brevirostre (Maire) Gómez-Campo
5. Erucastrum canariense Webb & Berthel.
6. Erucastrum cardaminoides Webb ex Bolle
7. Erucastrum elatum (Ball) O.E.Schulz
8. Erucastrum elgonense Jonsell
9. Erucastrum erigavicum Jonsell
10. Erucastrum gallicum (Willd.) O.E.Schulz
11. Erucastrum griquense (N.E.Br.) O.E.Schulz
12. Erucastrum ifniense Gómez-Campo
13. Erucastrum leucanthum Coss. & Durieu
14. Erucastrum littoreum (Pau & Font Quer) Maire
15. Erucastrum meruense Jonsell
16. Erucastrum nasturtiifolium (Poir.) O.E.Schulz
17. Erucastrum pachypodum (Chiov.) Jonsell
18. Erucastrum palustre (Biv.) Vis.
19. Erucastrum rifanum (Emb. & Maire) Gómez-Campo
20. Erucastrum rostratum (Balf.f.) C.Gómez Campo
21. Erucastrum strigosum (Thunb.) O.E.Schulz
22. Erucastrum supinum (L.) Al-Shehbaz & Warwick
23. Erucastrum varium (Durieu) Durieu
24. Erucastrum virgatum (J.Presl & C.Presl) J.Presl
25. Erucastrum woodiorum Jonsell